# Love Me in Black
Love Me in Black es el sexto álbum de estudio de la cantante alemana Doro. Fue lanzado en 1998, después de la cancelación de su contrato con Polygram/Vertigo. Su nueva discográfica, WEA, decidió publicar el álbum solamente en territorio europeo.
El disco contiene la canción "Barracuda", una versión de la banda estadounidense Heart, del álbum Little Queen de 1977.

## Lista de canciones
| N.º | Título                     | Escritor(es)                               | Duración |  |
| 1.  | «Do You Like It?»          | Jimmy Harry, Doro                          | 3:05     |  |
| 2.  | «Brutal and Effective»     | Harry, Pesch                               | 3:11     |  |
| 3.  | «Love Me in Black»         | Harry, Pesch                               | 4:48     |  |
| 4.  | «Pain»                     | Jürgen Engler, Pesch, Chris Lietz          | 4:19     |  |
| 5.  | «Tausend Mal Gelebt»       | Pesch, Gary Scruggs                        | 4:35     |  |
| 6.  | «Terrorvision»             | Harry, Pesch                               | 2:27     |  |
| 7.  | «I Don't Care»             | Engler, Pesch, Lietz                       | 3:42     |  |
| 8.  | «Kiss Me Good-Bye»         | Andreas Bruhn                              | 4:52     |  |
| 9.  | «I Want You Back»          | Engler, Pesch, Lietz                       | 4:48     |  |
| 10. | «Long Way Home»            | René Maué, Pesch                           | 5:04     |  |
| 11. | «Barracuda»                | Ann Wilson, Nancy Wilson, Michael Derosier | 3:11     |  |
| 12. | «Poison Arrow»             | Engler, Pesch, Lietz                       | 3:56     |  |
| 13. | «Prisoner of Love»         | Harry, Pesch                               | 4:26     |  |
| 14. | «Like an Angel»            | Scruggs                                    | 4:15     |  |
| 15. | «Dedication» (Bonus Track) | Engler, Pesch, Lietz                       | 3:54     |  |

## Créditos
- Doro - voz[3]

### Canciones 1, 2, 3, 6, 8, 11, 13, 14
- Jimmy Harry - guitarra
- Fred Maher - programación
- Damon Weber - batería
- Nick Douglas, Andrew Goodsight - bajo
- Lloyd Puckitt, John Parthum - ingeniero
- Chris Lord-Alge - mezcla

### Canciones 4, 5, 7, 9, 10
- Jürgen Engler - guitarra
- Chris Lietz - batería
- Jimmy Bralower, Jeff Bova - producción